# NEWS (グループ)
NEWS（）は、日本の男性アイドルグループ。所属事務所はSTARTO ENTERTAINMENT。所属レコード会社はELOV-Label。

## メンバー
各メンバーの詳細については各ページを参照。STARTO ENTERTAINMENT公式サイトのプロフィールをもとに記述。
| 名前                               | 生年月日              | 血液型 | 出身地   | メンバーカラー | 備考                                                      |
| ---------------------------------- | --------------------- | ------ | -------- | -------------- | --------------------------------------------------------- |
| 小山慶一郎 （こやま けいいちろう） | 1984年5月1日（41歳）  | O型    | 神奈川県 | 紫             | リーダー                                                  |
| 加藤シゲアキ （かとう シゲアキ）   | 1987年7月11日（38歳） | A型    | 大阪府   | 緑             | 小説家としても活動。                                      |
| 増田貴久 （ますだ たかひさ）       | 1986年7月4日（39歳）  | O型    | 東京都   | 黄             | 2020年6月まで手越祐也と「テゴマス」としても活動していた。 |

### 元メンバー
| 名前                           | 生年月日               | 血液型 | 出身地   | 在籍時のカラー | 備考                                                                  |
| ------------------------------ | ---------------------- | ------ | -------- | -------------- | --------------------------------------------------------------------- |
| 森内貴寛 （もりうち たかひろ） | 1988年4月17日（37歳）  | A型    | 東京都   |                | 現在はONE OK ROCKで活動                                               |
| 内博貴 （うち ひろき）         | 1986年9月10日（38歳）  | AB型   | 大阪府   |                | 2005年7月から活動休止。2006年末に研修生として復帰したが、NEWSは脱退。 |
| 草野博紀 （くさの ひろのり）   | 1988年2月15日（37歳）  | B型    | 神奈川県 |                | 2006年1月から活動休止。2006年末に研修生として復帰したが、NEWSは脱退。 |
| 錦戸亮 （にしきど りょう）     | 1984年11月3日（40歳）  | O型    | 大阪府   | 青             | 2011年10月脱退。                                                      |
| 山下智久 （やました ともひさ） | 1985年4月9日（40歳）   | A型    | 千葉県   | 赤             | 2011年10月脱退。                                                      |
| 手越祐也 （てごし ゆうや）     | 1987年11月11日（37歳） | B型    | 神奈川県 | ピンク         | 2020年6月脱退。増田貴久とのユニット「テゴマス」は事実上の活動終了。   |

## 概要

### 結成
2003年9月10日、ジャニーズJr.の中から新ユニットが誕生するという告知がなされ、その5日後の9月15日、バレーボールの国際大会である『バレーボールワールドカップ2003』のイメージキャラクターとして、山下智久を中心に、小山慶一郎、増田貴久、加藤成亮、手越祐也、草野博紀、森内貴寛と、関ジャニ8のメンバーとして活動していた錦戸亮、内博貴の9人編成で新ユニット「NewS」を結成することを発表。グループ名は「新しい情報」という意味のほか、「North」「East」「West」「South」の頭文字をつなげており、「グローバルに飛躍する」という意味も込められている。その後、まもなく表記を「NewS」から「NEWS」に改める。
森内、内、草野は2006年までに脱退し、以後6人での活動となる。
結成当初から2011年10月までの8年間、錦戸は関ジャニ∞と並行して活動を行っていた。山下は2005年・2006年と期間限定ユニットに所属し、ソロでもCDをリリースした。また、2006年末から、増田・手越はヴォーカルユニット・テゴマスを結成し、活動を始めた。

### 山下智久、錦戸亮の脱退
2011年10月7日、所属事務所であるジャニーズ事務所からマスコミ各社へ「山下はソロ活動、錦戸は関ジャニ∞の活動に専念するため、NEWSを脱退することになりました」との内容がファックスで送られた。
山下は2011年1月から5月にかけて国内外を回る単独アジアツアーを行ったが、この準備段階の2010年秋ごろからソロ活動の希望を抱き、同ツアーを終えた2011年6月、ジャニー喜多川社長に「ソロで自分の力を試したい」と相談していた。
錦戸はNEWS結成前から関ジャニ∞のメンバーとしても活動してきたが、ゴールデンタイムでの冠番組がスタートするなど関ジャニ∞での活動が増えていた。そのため、ジャニーズ事務所側が「兼任を続けることには無理がある」と判断。本人も納得し、これを受け入れた。なお、NEWS脱退に関しては「錦戸本人が申し入れた」との報道もある。
山下・錦戸の脱退の意向を受け、他のメンバーとの話し合いが行われた結果、2人のNEWS脱退が2011年9月下旬に正式に決定した。4人のメンバーはNEWSの活動継続を決めた。錦戸は、NEWS脱退後関ジャニ∞としてテレビ初出演となった2011年10月14日放送の『ミュージックステーション』で、2グループでの活動の苦悩など、脱退の経緯についてコメントした。ジャニー喜多川社長も後日、「本人たちが決めたなら反対する必要はない。自分の城をつくりたいと思うのは当たり前。縛り付けておくわけにはいかない」とメンバーの意思を尊重したことを明かしている。
山下・錦戸の脱退に伴いメンバーが4人となったことで、一時はグループも存続の危機に面した。メンバーの中でも特に知名度があり、人気が高かった2人が脱退した時は周辺から「イチゴの無いショートケーキ」「具の無いおでん」「『○○の愉快な仲間たち』の“愉快な仲間”だけしか残ってない」等と揶揄され「解散した方がいい」という意見が多かったという。小山と加藤がテレビ出演した際に、小山は「人生、一緒に幸せになろうと思ったメンバーと離れるなんて…。」「すごく悔しくて、"なんで4人じゃダメなんだ"と思った。」、加藤は「もちろん、初っ端から、9人時代から欠けて欲しくなかった! 結果的にしょうがないことがあり…」と当時の事を振り返った後、小山は「今のNEWSが一番好き。みんなで幸せになりたい。」、加藤も「イチゴの無いショートケーキって言われたけど、スポンジケーキもうめーからっ! 最高のスポンジケーキ、最高の生クリームになってやる!」と語っている。
山下・錦戸はNEWS脱退後もジャニーズ事務所に所属していたが、2019年9月30日に錦戸は関ジャニ∞を脱退し、ジャニーズ事務所からも退所し、2020年10月31日には山下もジャニーズ事務所から退所した。

### 手越祐也の脱退
2020年6月19日、所属事務所であるジャニーズ事務所から手越の専属契約終了が発表され、NEWSは小山・加藤・増田の3人で活動を続けていくことになった。手越の契約終了により、増田とのヴォーカルユニット・テゴマスは事実上の活動終了となった。
手越は2020年3月上旬に、2020年NEWSライブツアー完走後から契約満了までに退所する意向を事務所に伝えたが、コロナ禍でツアーは中止となり、上層部との話し合いができない状態が続いた。そんな中、5月の『週刊文春』で、4月下旬から女性たちを呼び出し、飲み会を開いていたことなどが報じられ、同年5月15日にジャニーズの期間限定のチャリティーユニット「Twenty★Twenty」（通称：トニトニ）のメンバーから外されることが発表されていた。さらにその後、再度5月にも手越が酒席に参加していたことを週刊文春が報じた。
これらの報道を受け、同年5月26日、手越の芸能活動無期限自粛が発表され、ジャニーズ事務所は「世の中の状況や自身の置かれている立場に対する自覚と責任に著しく欠けておりました」「到底許容できるものではございません」と厳しく断じていた。その結果、当初の予定より早めに退所することで双方合意に至った。

## 来歴
2003年9月15日、新高輪プリンスホテル「飛天の間」で、結成披露の記者会見を行う。11月7日に『バレーボールワールドカップ2003』のイメージソングを含む、シングル『NEWSニッポン』でデビュー。このCDはセブン-イレブン独占販売という方法がとられた。12月、森内が学業に専念するとの理由で休業・脱退。以降8人での活動となる。
2004年5月12日に『アテネオリンピックバレーボール世界最終予選』のイメージソングを含む、シングル『希望〜Yell〜』でメジャーデビュー。
2005年7月16日、内が未成年で飲酒したことにより芸能活動無期限謹慎処分を受け、以降7人での活動となる。
2006年1月31日、草野が飲酒疑惑騒動により芸能活動を自粛し、5月1日より内の芸能活動無期限謹慎処分・草野の芸能活動自粛に伴い、連帯責任という形でグループ単位での活動を2006年内いっぱい休止。以降、メンバーはソロや新ユニットを中心に活動する。12月30日小山・錦戸・山下・増田・加藤・手越の、6人でのグループの活動再開と、内・草野がジャニーズ事務所の研修生となることが、公式サイトのJohnnys netおよびJohnny's webで発表された。また、各マスメディアは両名のグループからの脱退を報じた。
2007年1月1日、『ジャニーズカウントダウン2006-2007』に出演し、活動を再開する。3月21日に活動再開後初のシングル『星をめざして』を発売。10月7日に初の台湾公演を台北アリーナにて行う。12月15日から2008年に『NEWS CONCERT TOUR pacific 2007-2008』を開催。このツアーで、初の東京ドーム単独公演が1月9日・10日に行われた。
2009年8月29日から8月30日、日本テレビの『24時間テレビ32 愛は地球を救う』の第32回メインパーソナリティーを務める。しかし、31日に錦戸、9月1日に山下がインフルエンザA型に感染する事態が起きた。その後、ともにそれぞれの出演ドラマで復帰した。
2011年10月7日、錦戸と山下が脱退。以降4人での活動となる。11月23日に加藤成亮が、活動名を「加藤シゲアキ」に改める。
2012年6月13日にNEWS初のベストアルバム『NEWS BEST』をリリース。7月18日に4人体制での初のシングル『チャンカパーナ』をリリース。8月14日から9月30日にかけて4人体制で初のツアー『NEWS LIVE TOUR 2012 〜美しい恋にするよ〜』を開催。
2013年7月27日、秩父宮ラグビー場での公演は雷雨のため途中で中止・翌日に代替公演実施となった。その際に観客の一部が体調不良を訴え、東京消防庁による救護・搬送を受けた。これに関する騒動はのちにパーナさん事件と呼ばれた。9月7日に10周年記念イベント&LIVEを東京ドームで行った。
2014年6月12日から7月13日、『2014 FIFAワールドカップ』において、手越が日本テレビ系『ブラジル2014』で同局のメインキャスターを務めるとともに、「ONE -for the win-」がテーマソングとして起用された。
2015年11月25日に初のDVDシングル『四銃士』リリース。
2016年8月27日から8月28日、日本テレビの『24時間テレビ39 愛は地球を救う』の第39回メインパーソナリティーを務める。
2017年8月26日から8月27日、小山が日本テレビの『24時間テレビ40 愛は地球を救う』の第40回メインパーソナリティーを務める。小山は2年連続で24時間テレビのメインパーソナリティーを務め、他のメンバー（加藤・増田・手越）もゲスト出演した。
2018年2月28日、GREEからシミュレーションゲーム『NEWSに恋して』の配信が決定。6月7日、小山が未成年との飲酒騒動により芸能活動を自粛。加藤も同騒動に関わっており厳重注意を受けた。6月12日から7月4日、『2018 FIFAワールドカップ』において手越が日本テレビ系『ロシア2018』で同局のメインキャスターを務めるとともに、「BLUE」がテーマソングとして起用された。手越は2年連続で日本テレビ系FIFAワールドカップのメインキャスターを務める。6月27日、芸能活動を自粛していた小山が芸能活動を再開することが、公式サイトのJohnny's netおよびJohnny's webで発表された。10月10日から25日、「NEWS15周年のSpecial企画」と銘打ち、期間限定でジャニーズショップがオンラインでNEWSの15周年記念アニバーサリーグッズを販売。8月11日から8月12日、味の素スタジアムにて『NEWS 15th Anniversary LIVE 2018 "Strawberry"』を公演。2018年12月31日から2019年1月7日、『NEWS DOME TOUR 2018-2019 EPCOTIA -ENCORE-』を公演。12月31日は京セラドーム大阪にて初の単独カウントダウンコンサートを行った。
2019年6月1日、株式会社ジェイ・ストームのレーベル「Johnny's Entertainment Record」へ移籍（所属レコード会社であった株式会社ジャニーズ・エンタテイメントの事業終了に伴う動き）。
2020年5月13日、ジャニーズ事務所所属タレントによる新型コロナウイルス感染拡大防止の支援活動『Smile Up! Project』の一環として、NEWSのメンバーを含む75名の期間限定ユニット「Twenty★Twenty」を結成することが発表された。5月15日、手越の「Twenty★Twenty」への参加見合わせを発表し、26日に手越の芸能活動休止を発表したのち、6月19日に手越が脱退。同月20日以降は3人（小山、増田、加藤）での活動となる。8月22日から8月23日、増田が日本テレビの『24時間テレビ43 愛は地球を救う』の第43回メインパーソナリティーを務める。増田は2016年以来4年ぶりとなる24時間テレビのメインパーソナリティーを務め、他のメンバー（小山・加藤）もゲスト出演した。11月29日、小山と加藤が新型コロナウイルス感染症に感染したことが発表され、これにより12月12・13日に予定されていたNEWSの配信ライブ『NEWS LIVE TOUR 2020 STORY』は中止が決定。約2週間後の12月14日、小山と加藤が芸能活動を再開することが発表された。
12月23日、3人体制での初のシングル『ビューティフル/チンチャうまっか/カナリヤ』をリリース。
2023年5月21日、『TOKYO METROPOLITAN ROCK FESTIVAL 2023』で初めて野外フェスに出演。9月14日、結成20周年を記念した自身初のLINEオリジナルボイス付きスタンプ「NEWSのNEWStamp」を発売。
8月19日から11月30日にかけて、20周年ライブツアー『NEWS 20th Anniversary LIVE 2023 NEWS EXPO』を行い、同年12月20日・21日には3人体制で初の東京ドームライブ『NEWS 20th Anniversary LIVE 2023 in TOKYO DOME  BEST HIT PARADE!!!〜 シングル全部やっちゃいます 〜』も行った。
2024年6月6日に公式YouTubeを開設。7月24日から10月20日、アミューズメント施設・東京ジョイポリスとのコラボレーションイベント「NEWS STRIPE WORLD in JOYPOLIS」を開催。結成記念日の9月15日より第1弾として全シングル（32タイトル/150曲）、10月1日からは第2弾として全アルバム（16タイトル/349曲）のサブスクリプションおよびダウンロード配信がスタートした。9月15日からはYouTubeで全MVが毎週水曜・土曜に2本ずつアップされる。
2025年5月16日より、これまでにライブ映像作品として発売された2007年の『Never Ending Wonderful Story』から2023年の20周年東京ドーム公演『NEWS 20th Anniversary LIVE 2023 in TOKYO DOME BEST HIT PARADE!!!〜シングル全部やっちゃいます〜』までのライブ映像を隔週金曜16時に2作品ずつPrime Videoにて独占配信。また、7月4日から8月29日にかけて、隔週金曜2作品ずつライブ音源も各種音楽配信サービスにて配信される。22周年を迎える9月15日にはPrime Video独占のスペシャル・コンテンツも配信される予定。

## 作品
※「順位」は、オリコン週間ランキングの最高順位を示す。

### シングル

#### CDシングル
| 枚 | 体制 | 発売日         | タイトル                                 | 販売形態                          | 販売形態   | 規格品番        | 順位   | 収録アルバム |
| -- | ---- | -------------- | ---------------------------------------- | --------------------------------- | ---------- | --------------- | ------ | ------------ |
| -  | 9人  | 2003年11月7日  | NEWSニッポン （セブン-イレブン独占発売） | EAST盤                            | CD         | TGCS-1925       | 集計無 | touch        |
| -  | 9人  | 2003年11月7日  | NEWSニッポン （セブン-イレブン独占発売） | WEST盤                            | CD         | TGCS-1926       | 集計無 | touch        |
| 1  | 8人  | 2004年5月12日  | 希望〜Yell〜                             | 初回生産限定盤                    | CD         | JECN-0049       | 1位    | touch        |
| 1  | 8人  | 2004年5月12日  | 希望〜Yell〜                             | 通常盤                            | CD         | JECN-0050       | 1位    | touch        |
| 2  | 8人  | 2004年8月11日  | 紅く燃ゆる太陽                           | 初回生産限定盤                    | CD         | JECN-0051       | 1位    | touch        |
| 2  | 8人  | 2004年8月11日  | 紅く燃ゆる太陽                           | 通常盤                            | CD         | JECN-0052       | 1位    | touch        |
| 3  | 8人  | 2005年3月16日  | チェリッシュ                             | 初回生産限定盤                    | CD         | JECN-0065       | 1位    | touch        |
| 3  | 8人  | 2005年3月16日  | チェリッシュ                             | 通常盤                            | CD         | JECN-0066       | 1位    | touch        |
| 4  | 8人  | 2005年7月13日  | TEPPEN                                   | 初回生産限定盤                    | CD         | JECN-0072       | 1位    | pacific      |
| 4  | 8人  | 2005年7月13日  | TEPPEN                                   | 通常盤                            | CD         | JECN-0073       | 1位    | pacific      |
| 5  | 6人  | 2006年3月15日  | サヤエンドウ/裸足のシンデレラボーイ      | 初回生産限定盤                    | CD         | JECN-0090       | 1位    | pacific      |
| 5  | 6人  | 2006年3月15日  | サヤエンドウ/裸足のシンデレラボーイ      | 通常盤                            | CD         | JECN-0091       | 1位    | pacific      |
| 6  | 6人  | 2007年3月21日  | 星をめざして                             | 初回生産限定盤                    | CD+DVD     | JECN-0125〜6    | 1位    | pacific      |
| 6  | 6人  | 2007年3月21日  | 星をめざして                             | 通常盤                            | CD         | JECN-0127       | 1位    | pacific      |
| 7  | 6人  | 2007年11月7日  | weeeek                                   | 初回生産限定盤                    | CD         | JECN-0147       | 1位    | color        |
| 7  | 6人  | 2007年11月7日  | weeeek                                   | 通常盤                            | CD         | JECN-0148       | 1位    | color        |
| 8  | 6人  | 2008年2月27日  | 太陽のナミダ                             | 初回生産限定盤                    | CD         | JECN-0161       | 1位    | color        |
| 8  | 6人  | 2008年2月27日  | 太陽のナミダ                             | 通常盤                            | CD         | JECN-0162       | 1位    | color        |
| 9  | 6人  | 2008年5月8日   | SUMMER TIME                              | 初回生産限定盤                    | CD         | JECN-0168       | 1位    | color        |
| 9  | 6人  | 2008年5月8日   | SUMMER TIME                              | 通常盤                            | CD         | JECN-0169       | 1位    | color        |
| 10 | 6人  | 2008年10月1日  | Happy Birthday                           | 初回生産限定盤                    | CD         | JECN-0175       | 1位    | color        |
| 10 | 6人  | 2008年10月1日  | Happy Birthday                           | 通常盤                            | CD         | JECN-0176       | 1位    | color        |
| 11 | 6人  | 2009年4月29日  | 恋のABO                                  | 初回生産限定盤                    | CD+DVD     | JECN-0184〜5    | 1位    | LIVE         |
| 11 | 6人  | 2009年4月29日  | 恋のABO                                  | 通常盤                            | CD         | JECN-0186       | 1位    | LIVE         |
| 12 | 6人  | 2010年3月31日  | さくらガール                             | 初回生産限定盤                    | CD         | JECN-0216       | 1位    | LIVE         |
| 12 | 6人  | 2010年3月31日  | さくらガール                             | 通常盤                            | CD         | JECN-0217       | 1位    | LIVE         |
| 13 | 6人  | 2010年11月3日  | Fighting Man                             | 初回生産限定盤                    | CD         | JECN-0245       | 1位    | NEWS BEST    |
| 13 | 6人  | 2010年11月3日  | Fighting Man                             | 通常盤                            | CD         | JECN-0246       | 1位    | NEWS BEST    |
| 14 | 4人  | 2012年7月18日  | チャンカパーナ                           | 初回スペシャルBOX                 | 4CD+DVD    | JECN-0287〜90   | 1位    | NEWS         |
| 14 | 4人  | 2012年7月18日  | チャンカパーナ                           | 初回盤N (小山ver.)                | CD         | JECN-0291       | 1位    | NEWS         |
| 14 | 4人  | 2012年7月18日  | チャンカパーナ                           | 初回盤E (加藤ver.)                | CD         | JECN-0292       | 1位    | NEWS         |
| 14 | 4人  | 2012年7月18日  | チャンカパーナ                           | 初回盤W (増田ver.)                | CD         | JECN-0293       | 1位    | NEWS         |
| 14 | 4人  | 2012年7月18日  | チャンカパーナ                           | 初回盤S (手越ver.)                | CD         | JECN-0294       | 1位    | NEWS         |
| 14 | 4人  | 2012年7月18日  | チャンカパーナ                           | 通常盤                            | CD         | JECN-0295       | 1位    | NEWS         |
| 15 | 4人  | 2012年12月12日 | WORLD QUEST/ポコポンペコーリャ           | 初回盤A                           | CD+DVD     | JECN-0307〜8    | 1位    | NEWS         |
| 15 | 4人  | 2012年12月12日 | WORLD QUEST/ポコポンペコーリャ           | 初回盤B                           | CD         | JECN-0309       | 1位    | NEWS         |
| 15 | 4人  | 2012年12月12日 | WORLD QUEST/ポコポンペコーリャ           | 通常盤                            | CD         | JECN-0310       | 1位    | NEWS         |
| 16 | 4人  | 2014年6月11日  | ONE -for the win-                        | 初回盤A                           | CD+DVD     | JECN-0354〜5    | 1位    | White        |
| 16 | 4人  | 2014年6月11日  | ONE -for the win-                        | 初回盤B                           | CD         | JECN-0356       | 1位    | White        |
| 16 | 4人  | 2014年6月11日  | ONE -for the win-                        | 通常盤                            | CD         | JECN-0357       | 1位    | White        |
| 17 | 4人  | 2015年1月07日  | KAGUYA                                   | 初回盤A                           | CD+DVD     | JECN-0388〜9    | 1位    | White        |
| 17 | 4人  | 2015年1月07日  | KAGUYA                                   | 初回盤B                           | CD         | JECN-0390       | 1位    | White        |
| 17 | 4人  | 2015年1月07日  | KAGUYA                                   | 通常盤                            | CD         | JECN-0391       | 1位    | White        |
| 18 | 4人  | 2015年6月24日  | チュムチュム                             | 初回盤A                           | CD+DVD     | JECN-0408〜9    | 1位    | QUARTETTO    |
| 18 | 4人  | 2015年6月24日  | チュムチュム                             | 初回盤B                           | CD         | JECN-0410       | 1位    | QUARTETTO    |
| 18 | 4人  | 2015年6月24日  | チュムチュム                             | 通常盤                            | CD         | JECN-0411       | 1位    | QUARTETTO    |
| 19 | 4人  | 2016年1月20日  | ヒカリノシズク/Touch                     | 初回"ヒカリノシズク"盤            | CD+DVD     | JECN-0433/4     | 1位    | QUARTETTO    |
| 19 | 4人  | 2016年1月20日  | ヒカリノシズク/Touch                     | 初回"Touch"盤                     | CD+DVD     | JECN-0435/6     | 1位    | QUARTETTO    |
| 19 | 4人  | 2016年1月20日  | ヒカリノシズク/Touch                     | 通常盤                            | CD         | JECN-0437       | 1位    | QUARTETTO    |
| 20 | 4人  | 2016年7月13日  | 恋を知らない君へ                         | 初回スペシャルパッケージ仕様      | 2CD+2DVD   | JECN-0446〜8    | 1位    | NEVERLAND    |
| 20 | 4人  | 2016年7月13日  | 恋を知らない君へ                         | 初回盤                            | CD+DVD     | JECN-0449/50    | 1位    | NEVERLAND    |
| 20 | 4人  | 2016年7月13日  | 恋を知らない君へ                         | 通常盤                            | CD         | JECN-0451       | 1位    | NEVERLAND    |
| 21 | 4人  | 2017年2月08日  | EMMA                                     | 初回盤A                           | CD+DVD     | JECN-0475/6     | 1位    | NEVERLAND    |
| 21 | 4人  | 2017年2月08日  | EMMA                                     | 初回盤B                           | CD         | JECN-0477       | 1位    | NEVERLAND    |
| 21 | 4人  | 2017年2月08日  | EMMA                                     | 通常盤                            | CD         | JECN-0478       | 1位    | NEVERLAND    |
| 22 | 4人  | 2018年1月17日  | LPS                                      | 初回盤A                           | CD+DVD     | JECN-0514/5     | 1位    | EPCOTIA      |
| 22 | 4人  | 2018年1月17日  | LPS                                      | 初回盤B                           | CD         | JECN-0516       | 1位    | EPCOTIA      |
| 22 | 4人  | 2018年1月17日  | LPS                                      | 通常盤                            | CD         | JECN-0517       | 1位    | EPCOTIA      |
| 23 | 4人  | 2018年6月27日  | BLUE                                     | 初回盤A                           | CD+DVD     | JECN-0531/2     | 1位    | WORLDISTA    |
| 23 | 4人  | 2018年6月27日  | BLUE                                     | 初回盤B                           | CD         | JECN-0533       | 1位    | WORLDISTA    |
| 23 | 4人  | 2018年6月27日  | BLUE                                     | 通常盤                            | CD         | JECN-0534       | 1位    | WORLDISTA    |
| 24 | 4人  | 2018年9月12日  | 「生きろ」                               | 初回盤A                           | CD+DVD     | JECN-0540/1     | 1位    | WORLDISTA    |
| 24 | 4人  | 2018年9月12日  | 「生きろ」                               | 初回盤B                           | CD         | JECN-0542       | 1位    | WORLDISTA    |
| 24 | 4人  | 2018年9月12日  | 「生きろ」                               | 通常盤                            | CD         | JECN-0543       | 1位    | WORLDISTA    |
| 24 | 4人  | 2018年9月12日  | 「生きろ」                               | 「生きろ」15th Anniversary BOX    | CD+グッズ  | JECT-0021       | 1位    | WORLDISTA    |
| 25 | 4人  | 2019年6月12日  | トップガン/Love Story                    | 初回"トップガン"盤                | CD+DVD     | JECN-0565/6     | 1位    | STORY        |
| 25 | 4人  | 2019年6月12日  | トップガン/Love Story                    | 初回"Love Story"盤                | CD+DVD     | JECN-0567/8     | 1位    | STORY        |
| 25 | 4人  | 2019年6月12日  | トップガン/Love Story                    | 通常盤                            | CD         | JECN-0569       | 1位    | STORY        |
| 26 | 3人  | 2020年12月23日 | ビューティフル/チンチャうまっか/カナリヤ | 初回限定盤A                       | CD+DVD     | JECN-0611/2     | 1位    | 音楽         |
| 26 | 3人  | 2020年12月23日 | ビューティフル/チンチャうまっか/カナリヤ | 初回限定盤B                       | CD+DVD     | JECN-0613/4     | 1位    | 音楽         |
| 26 | 3人  | 2020年12月23日 | ビューティフル/チンチャうまっか/カナリヤ | 通常盤                            | CD         | JECN-0615       | 1位    | 音楽         |
| 26 | 3人  | 2020年12月23日 | ビューティフル/チンチャうまっか/カナリヤ | 通販盤                            | CD+DVD     | JECT-0023/4     | 1位    | 音楽         |
| 27 | 3人  | 2021年6月30日  | BURN                                     | 初回盤A                           | CD+DVD     | JECN-0645/6     | 1位    | 音楽         |
| 27 | 3人  | 2021年6月30日  | BURN                                     | 初回盤B                           | CD+DVD     | JECN-0647/8     | 1位    | 音楽         |
| 27 | 3人  | 2021年6月30日  | BURN                                     | 通常盤                            | CD         | JECN-0649       | 1位    | 音楽         |
| 28 | 3人  | 2021年11月17日 | 未来へ/ReBorn                            | 初回盤A                           | CD+DVD     | JECN-0655/6     | 1位    | 音楽         |
| 28 | 3人  | 2021年11月17日 | 未来へ/ReBorn                            | 初回盤B                           | CD+DVD     | JECN-0657/8     | 1位    | 音楽         |
| 28 | 3人  | 2021年11月17日 | 未来へ/ReBorn                            | 通常盤                            | CD         | JECN-0659       | 1位    | 音楽         |
| 29 | 3人  | 2022年6月15日  | LOSER/三銃士                             | 初回“LOSER”盤                     | CD+Blu-ray | JECN-0679/80    | 1位    | 音楽         |
| 29 | 3人  | 2022年6月15日  | LOSER/三銃士                             | 初回“LOSER”盤                     | CD+DVD     | JECN-0681/2     | 1位    | 音楽         |
| 29 | 3人  | 2022年6月15日  | LOSER/三銃士                             | 初回“三銃士”盤                    | CD+Blu-ray | JECN-0683/4     | 1位    | 音楽         |
| 29 | 3人  | 2022年6月15日  | LOSER/三銃士                             | 初回“三銃士”盤                    | CD+DVD     | JECN-0685/6     | 1位    | 音楽         |
| 29 | 3人  | 2022年6月15日  | LOSER/三銃士                             | 通常盤(初回プレス)                | CD         | JECN-0687       | 1位    | 音楽         |
| 29 | 3人  | 2022年6月15日  | LOSER/三銃士                             | 通常盤                            | CD         | JECN-0688       | 1位    | 音楽         |
| 30 | 3人  | 2023年11月22日 | ギフテッド                               | 初回盤A                           | CD+Blu-ray | JECN-0790〜791  | 1位    | JAPANEWS     |
| 30 | 3人  | 2023年11月22日 | ギフテッド                               | 初回盤A                           | CD+DVD     | JECN-0792〜793  | 1位    | JAPANEWS     |
| 30 | 3人  | 2023年11月22日 | ギフテッド                               | 初回盤B                           | CD+Blu-ray | JECN-0794〜795  | 1位    | JAPANEWS     |
| 30 | 3人  | 2023年11月22日 | ギフテッド                               | 初回盤B                           | CD+DVD     | JECN-0796〜797  | 1位    | JAPANEWS     |
| 30 | 3人  | 2023年11月22日 | ギフテッド                               | 通常盤(初回プレス)                | CD         | JECN-0798       | 1位    | JAPANEWS     |
| 30 | 3人  | 2023年11月22日 | ギフテッド                               | 通常盤                            | CD         | JECN-0799       | 1位    | JAPANEWS     |
| 31 | 3人  | 2024年11月13日 | あっちむいてほい                         | 初回盤A                           | CD+Blu-ray | LCCN-0862〜0863 | 1位    | 変身         |
| 31 | 3人  | 2024年11月13日 | あっちむいてほい                         | 初回盤A                           | CD+DVD     | LCCN-0864〜0865 | 1位    | 変身         |
| 31 | 3人  | 2024年11月13日 | あっちむいてほい                         | 初回盤B                           | CD+Blu-ray | LCCN-0866〜0867 | 1位    | 変身         |
| 31 | 3人  | 2024年11月13日 | あっちむいてほい                         | 初回盤B                           | CD+DVD     | LCCN-0868〜0869 | 1位    | 変身         |
| 31 | 3人  | 2024年11月13日 | あっちむいてほい                         | 通常盤(初回プレス)                | CD         | LCCN-0870       | 1位    | 変身         |
| 31 | 3人  | 2024年11月13日 | あっちむいてほい                         | 通常盤                            | CD         | LCCN-0871       | 1位    | 変身         |
| 31 | 3人  | 2024年11月13日 | あっちむいてほい                         | ファミクラストア オンライン限定盤 | CD+GOODS   | LCCT-0073       | 1位    | 変身         |

#### DVDシングル
| 枚 | 体制 | 発売日         | タイトル | 販売形態 | 販売形態 | 規格品番    | 順位 | 収録アルバム |
| -- | ---- | -------------- | -------- | -------- | -------- | ----------- | ---- | ------------ |
| 1  | 4人  | 2015年11月25日 | 四銃士   | 初回盤   | DVD+CD   | JEBN-0206/7 | 1位  | QUARTETTO    |
| 1  | 4人  | 2015年11月25日 | 四銃士   | 通常盤   | DVD+CD   | JEBN-0208   | 1位  | QUARTETTO    |

#### デジタルシングル
順位は週間オリコンランキングのデジタルシングル（単曲）ランキングでの最高順位を示す。 
|     | 配信日       | タイトル                     | 販売形態               | 規格品番  | 順位 |
| --- | ------------ | ---------------------------- | ---------------------- | --------- | ---- |
| 1st | 2025年6月2日 | Chankapana (English Version) | デジタル・ダウンロード | LCDA-0281 | 8位  |

### アルバム

#### オリジナルアルバム
| 枚 | 体制 | 発売日         | タイトル  | 販売形態       | 販売形態    | 規格品番       | 順位 |
| -- | ---- | -------------- | --------- | -------------- | ----------- | -------------- | ---- |
| 1  | 8人  | 2005年4月27日  | touch     | 初回生産限定盤 | CD+DVD      | JECN-0067/8    | 1位  |
| 1  | 8人  | 2005年4月27日  | touch     | 通常盤         | CD          | JECN-0069      | 1位  |
| 2  | 6人  | 2007年11月7日  | pacific   | 初回生産限定盤 | CD          | JECN-0149      | 1位  |
| 2  | 6人  | 2007年11月7日  | pacific   | 通常盤         | CD          | JECN-0150      | 1位  |
| 3  | 6人  | 2008年11月19日 | color     | 初回生産限定盤 | CD          | JECN-0177      | 1位  |
| 3  | 6人  | 2008年11月19日 | color     | 通常盤         | CD          | JECN-0178      | 1位  |
| 4  | 6人  | 2010年9月15日  | LIVE      | 初回生産限定盤 | CD+DVD      | JECN-0239/40   | 1位  |
| 4  | 6人  | 2010年9月15日  | LIVE      | 通常盤         | CD          | JECN-0241      | 1位  |
| 5  | 4人  | 2013年7月17日  | NEWS      | 初回盤A        | CD+DVD      | JECN-0323/4    | 1位  |
| 5  | 4人  | 2013年7月17日  | NEWS      | 初回盤B        | 2CD         | JECN-0325/6    | 1位  |
| 5  | 4人  | 2013年7月17日  | NEWS      | 通常盤         | CD          | JECN-0327      | 1位  |
| 6  | 4人  | 2015年2月25日  | White     | 初回盤         | CD+DVD      | JECN-0397/8    | 1位  |
| 6  | 4人  | 2015年2月25日  | White     | 通常盤         | CD          | JECN-0399      | 1位  |
| 7  | 4人  | 2016年3月9日   | QUARTETTO | 初回盤         | CD+DVD      | JECN-0438/9    | 1位  |
| 7  | 4人  | 2016年3月9日   | QUARTETTO | 通常盤         | CD          | JECN-0440      | 1位  |
| 8  | 4人  | 2017年3月22日  | NEVERLAND | 初回盤         | CD+DVD      | JECN-0479/80   | 1位  |
| 8  | 4人  | 2017年3月22日  | NEVERLAND | 通常盤         | CD          | JECN-0481      | 1位  |
| 9  | 4人  | 2018年3月21日  | EPCOTIA   | 初回盤         | CD+DVD      | JECN-0528/9    | 1位  |
| 9  | 4人  | 2018年3月21日  | EPCOTIA   | 通常盤         | CD          | JECN-0530      | 1位  |
| 10 | 4人  | 2019年2月20日  | WORLDISTA | 初回盤         | CD+DVD      | JECN-0557/8    | 1位  |
| 10 | 4人  | 2019年2月20日  | WORLDISTA | 通常盤         | CD          | JECN-0559      | 1位  |
| 11 | 4人  | 2020年3月4日   | STORY     | 初回盤         | CD+DVD      | JECN-0580/1    | 1位  |
| 11 | 4人  | 2020年3月4日   | STORY     | 通常盤         | CD          | JECN-0582      | 1位  |
| 12 | 3人  | 2022年8月17日  | 音楽      | 初回盤A        | CD+Blu-ray  | JECN-0707/8    | 1位  |
| 12 | 3人  | 2022年8月17日  | 音楽      | 初回盤A        | CD+DVD      | JECN-0709/10   | 1位  |
| 12 | 3人  | 2022年8月17日  | 音楽      | 初回盤B        | CD+Blu-ray  | JECN-0711/2    | 1位  |
| 12 | 3人  | 2022年8月17日  | 音楽      | 初回盤B        | CD+DVD      | JECN-0713/4    | 1位  |
| 12 | 3人  | 2022年8月17日  | 音楽      | 通常盤         | CD          | JECN-0715      | 1位  |
| 13 | 3人  | 2023年8月9日   | NEWS EXPO | 初回盤A        | CD+Blu-ray  | JECN-0759/62   | 1位  |
| 13 | 3人  | 2023年8月9日   | NEWS EXPO | 初回盤A        | CD+DVD      | JECN-0763~766  | 1位  |
| 13 | 3人  | 2023年8月9日   | NEWS EXPO | 初回盤B        | CD+Blu-ray  | JECN-0767/70   | 1位  |
| 13 | 3人  | 2023年8月9日   | NEWS EXPO | 初回盤B        | CD+DVD      | JECN-0771/4    | 1位  |
| 13 | 3人  | 2023年8月9日   | NEWS EXPO | 通常盤         | CD          | JECN-0775/6    | 1位  |
| 14 | 3人  | 2024年8月7日   | JAPANEWS  | 初回盤A        | 2CD+Blu-ray | LCCN-0839~0841 | 1位  |
| 14 | 3人  | 2024年8月7日   | JAPANEWS  | 初回盤A        | 2CD+DVD     | LCCN-0842/4    | 1位  |
| 14 | 3人  | 2024年8月7日   | JAPANEWS  | 初回盤B        | 2CD+Blu-ray | LCCN-0845/7    | 1位  |
| 14 | 3人  | 2024年8月7日   | JAPANEWS  | 初回盤B        | 2CD+DVD     | LCCN-0848/50   | 1位  |
| 14 | 3人  | 2024年8月7日   | JAPANEWS  | 通常盤         | 2CD         | LCCN-0851/2    | 1位  |
| 15 | 3人  | 2025年8月6日   | 変身      | 初回盤A        | CD+Blu-ray  | LCCN-0901/2    | 1位  |
| 15 | 3人  | 2025年8月6日   | 変身      | 初回盤A        | CD+DVD      | LCCN-0903/4    | 1位  |
| 15 | 3人  | 2025年8月6日   | 変身      | 初回盤B        | CD+Blu-ray  | LCCN-0905/6    | 1位  |
| 15 | 3人  | 2025年8月6日   | 変身      | 初回盤B        | CD+DVD      | LCCN-0907/8    | 1位  |
| 15 | 3人  | 2025年8月6日   | 変身      | 通常盤         | 2CD         | LCCN-0909      | 1位  |

#### EP
| 枚 | 体制 | 発売日         | タイトル            | 販売形態 | 販売形態   | 規格品番    | 順位 |
| -- | ---- | -------------- | ------------------- | -------- | ---------- | ----------- | ---- |
| 1  | 3人  | 2023年03月15日 | 音楽 -2nd Movement- | 初回盤A  | CD+Blu-ray | JECN-0741/2 | 1位  |
| 1  | 3人  | 2023年03月15日 | 音楽 -2nd Movement- | 初回盤A  | CD+DVD     | JECN-0743/4 | 1位  |
| 1  | 3人  | 2023年03月15日 | 音楽 -2nd Movement- | 初回盤B  | CD+Blu-ray | JECN-0745/6 | 1位  |
| 1  | 3人  | 2023年03月15日 | 音楽 -2nd Movement- | 初回盤B  | CD+DVD     | JECN-0747/8 | 1位  |
| 1  | 3人  | 2023年03月15日 | 音楽 -2nd Movement- | 通常盤   | CD         | JECN-0749   | 1位  |

#### ベストアルバム
| 枚 | 体制 | 発売日         | タイトル  | 販売形態 | 販売形態 | 規格品番    | 順位 |
| -- | ---- | -------------- | --------- | -------- | -------- | ----------- | ---- |
| 1  | 4人  | 2012年06月13日 | NEWS BEST | 初回盤   | 2CD      | JECN-0283/4 | 1位  |
| 1  | 4人  | 2012年06月13日 | NEWS BEST | 通常盤   | 2CD      | JECN-0285/6 | 1位  |

### 映像作品
| 枚 | 体制 | 発売日         | タイトル                                                                                        | 販売形態            | 販売形態 | 規格品番        | 順位 |
| -- | ---- | -------------- | ----------------------------------------------------------------------------------------------- | ------------------- | -------- | --------------- | ---- |
| 1  | 8人  | 2004年04月07日 | NEWSニッポン0304                                                                                | VHS（生産限定商品） | VHS      | JAVA-5003       | -    |
| 1  | 8人  | 2004年04月07日 | NEWSニッポン0304                                                                                | DVD                 | DVD      | JABA-5004       | 2位  |
| 2  | 6人  | 2007年08月08日 | Never Ending Wonderful Story                                                                    | 初回生産限定仕様    | 2DVD     | JEBN-0055〜56   | 1位  |
| 2  | 6人  | 2007年08月08日 | Never Ending Wonderful Story                                                                    | 通常仕様            | 2DVD     | JEBN-0057〜58   | 1位  |
| 3  | 6人  | 2008年08月13日 | NEWS CONCERT TOUR pacific 2007 2008 -THE FIRST TOKYO DOME CONCERT                               | 初回生産限定仕様    | 2DVD     | JEBN-0067〜68   | 1位  |
| 3  | 6人  | 2008年08月13日 | NEWS CONCERT TOUR pacific 2007 2008 -THE FIRST TOKYO DOME CONCERT                               | 通常仕様            | 2DVD     | JEBN-0069〜70   | 1位  |
| 4  | 6人  | 2009年11月04日 | NEWS LIVE DIAMOND                                                                               | 初回生産限定仕様    | 3DVD     | JEBN-0087〜89   | 1位  |
| 4  | 6人  | 2009年11月04日 | NEWS LIVE DIAMOND                                                                               | 通常仕様            | 2DVD     | JEBN-0090/91    | 1位  |
| 5  | 6人  | 2010年12月22日 | NEWS DOME PARTY 2010 LIVE! LIVE! LIVE! DVD!                                                     | 初回生産限定仕様    | 3DVD     | JEBN-0104〜105  | 1位  |
| 5  | 6人  | 2010年12月22日 | NEWS DOME PARTY 2010 LIVE! LIVE! LIVE! DVD!                                                     | 通常仕様            | 2DVD     | JEBN-0106/7     | 1位  |
| 6  | 4人  | 2013年01月30日 | NEWS LIVE TOUR 2012 〜美しい恋にするよ〜                                                        | DVD初回盤           | 3DVD+CD  | JEBN-0145〜8    | 1位  |
| 6  | 4人  | 2013年01月30日 | NEWS LIVE TOUR 2012 〜美しい恋にするよ〜                                                        | DVD通常盤           | 2DVD     | JEBN-0149/50    | 1位  |
| 6  | 4人  | 2013年05月22日 | NEWS LIVE TOUR 2012 〜美しい恋にするよ〜                                                        | Blu-ray盤           | 2Blu-ray | JEXN-0009/10    | 7位  |
| 7  | 4人  | 2014年03月19日 | NEWS 10th Anniversary in Tokyo Dome                                                             | DVD初回仕様         | 3DVD     | JEBN-0165〜7    | 2位  |
| 7  | 4人  | 2014年03月19日 | NEWS 10th Anniversary in Tokyo Dome                                                             | DVD通常仕様         | 3DVD     | JEBN-0168〜70   | 2位  |
| 7  | 4人  | 2014年03月19日 | NEWS 10th Anniversary in Tokyo Dome                                                             | Blu-ray初回仕様     | 3Blu-ray | JEXN-0017〜19   | 1位  |
| 7  | 4人  | 2014年03月19日 | NEWS 10th Anniversary in Tokyo Dome                                                             | Blu-ray通常仕様     | 3Blu-ray | JEXN-0020〜22   | 1位  |
| 8  | 4人  | 2016年04月20日 | NEWS LIVE TOUR 2015 WHITE                                                                       | 初回盤DVD           | 3DVD     | JEBN-0210〜12   | 1位  |
| 8  | 4人  | 2016年04月20日 | NEWS LIVE TOUR 2015 WHITE                                                                       | 通常盤DVD           | 3DVD     | JEBN-0213〜15   | 1位  |
| 8  | 4人  | 2016年04月20日 | NEWS LIVE TOUR 2015 WHITE                                                                       | 初回盤Blu-ray       | 3Blu-ray | JEXN-0050〜52   | 1位  |
| 8  | 4人  | 2016年04月20日 | NEWS LIVE TOUR 2015 WHITE                                                                       | 通常盤Blu-ray       | 3Blu-ray | JEXN-0053〜55   | 1位  |
| 9  | 4人  | 2016年12月14日 | NEWS LIVE TOUR 2016 QUARTETTO                                                                   | 初回盤DVD           | 4DVD     | JEBN-0232〜35   | 1位  |
| 9  | 4人  | 2016年12月14日 | NEWS LIVE TOUR 2016 QUARTETTO                                                                   | 通常盤DVD           | 3DVD     | JEBN-0236〜38   | 1位  |
| 9  | 4人  | 2016年12月14日 | NEWS LIVE TOUR 2016 QUARTETTO                                                                   | 初回盤Blu-ray       | 4Blu-ray | JEXN-0070〜73   | 1位  |
| 9  | 4人  | 2016年12月14日 | NEWS LIVE TOUR 2016 QUARTETTO                                                                   | 通常盤Blu-ray       | 3Blu-ray | JEXN-0074〜76   | 1位  |
| 10 | 4人  | 2018年01月24日 | NEWS LIVE TOUR 2017 NEVERLAND                                                                   | 初回盤DVD           | 4DVD     | JEBN-0252〜55   | 1位  |
| 10 | 4人  | 2018年01月24日 | NEWS LIVE TOUR 2017 NEVERLAND                                                                   | 通常盤DVD           | 3DVD     | JEBN-0256〜59   | 1位  |
| 10 | 4人  | 2018年01月24日 | NEWS LIVE TOUR 2017 NEVERLAND                                                                   | 初回盤Blu-ray       | 4Blu-ray | JEXN-0089〜92   | 1位  |
| 10 | 4人  | 2018年01月24日 | NEWS LIVE TOUR 2017 NEVERLAND                                                                   | 通常盤Blu-ray       | 3Blu-ray | JEXN-0093〜95   | 1位  |
| 11 | 4人  | 2019年01月16日 | NEWS ARENA TOUR 2018 EPCOTIA                                                                    | 初回盤DVD           | 3DVD     | JEBN-0269〜71   | 1位  |
| 11 | 4人  | 2019年01月16日 | NEWS ARENA TOUR 2018 EPCOTIA                                                                    | 通常盤DVD           | 2DVD     | JEBN-0272/3     | 1位  |
| 11 | 4人  | 2019年01月16日 | NEWS ARENA TOUR 2018 EPCOTIA                                                                    | 初回盤Blu-ray       | 3Blu-ray | JEXN-0106〜08   | 1位  |
| 11 | 4人  | 2019年01月16日 | NEWS ARENA TOUR 2018 EPCOTIA                                                                    | 通常盤Blu-ray       | 2Blu-ray | JEXN-0109〜10   | 1位  |
| 12 | 4人  | 2019年09月11日 | NEWS 15th Anniversary LIVE 2018 "Strawberry"                                                    | 初回盤DVD           | 3DVD     | JEBN-0278〜280  | 1位  |
| 12 | 4人  | 2019年09月11日 | NEWS 15th Anniversary LIVE 2018 "Strawberry"                                                    | 通常盤DVD           | 3DVD     | JEBN-0281〜283  | 1位  |
| 12 | 4人  | 2019年09月11日 | NEWS 15th Anniversary LIVE 2018 "Strawberry"                                                    | 初回盤Blu-ray       | 3Blu-ray | JEXN-0115〜117  | 1位  |
| 12 | 4人  | 2019年09月11日 | NEWS 15th Anniversary LIVE 2018 "Strawberry"                                                    | 通常盤Blu-ray       | 3Blu-ray | JEXN-0118〜120  | 1位  |
| 13 | 4人  | 2020年01月22日 | NEWS DOME TOUR 2018-2019 EPCOTIA -ENCORE-                                                       | 初回盤DVD           | 2DVD     | JEBN-0284〜285  | 1位  |
| 13 | 4人  | 2020年01月22日 | NEWS DOME TOUR 2018-2019 EPCOTIA -ENCORE-                                                       | 通常盤DVD           | 2DVD     | JEBN-0286〜287  | 1位  |
| 13 | 4人  | 2020年01月22日 | NEWS DOME TOUR 2018-2019 EPCOTIA -ENCORE-                                                       | 初回盤Blu-ray       | 2Blu-ray | JEXN-0121〜122  | 1位  |
| 13 | 4人  | 2020年01月22日 | NEWS DOME TOUR 2018-2019 EPCOTIA -ENCORE-                                                       | 通常盤Blu-ray       | 2Blu-ray | JEXN-0123〜124  | 1位  |
| 14 | 4人  | 2020年10月21日 | NEWS LIVE TOUR 2019 WORLDISTA                                                                   | 初回盤DVD           | 2DVD     | JEBN-0288/9     | 1位  |
| 14 | 4人  | 2020年10月21日 | NEWS LIVE TOUR 2019 WORLDISTA                                                                   | 通常盤DVD           | 2DVD     | JEBN-0290/1     | 1位  |
| 14 | 4人  | 2020年10月21日 | NEWS LIVE TOUR 2019 WORLDISTA                                                                   | 初回盤Blu-ray       | 2Blu-ray | JEXN-0125/6     | 1位  |
| 14 | 4人  | 2020年10月21日 | NEWS LIVE TOUR 2019 WORLDISTA                                                                   | 通常盤Blu-ray       | 2Blu-ray | JEXN-0127/8     | 1位  |
| 15 | 3人  | 2022年2月9日   | NEWS LIVE TOUR 2020 STORY                                                                       | 初回盤DVD           | 2DVD     | JEBN-0312〜314  | 1位  |
| 15 | 3人  | 2022年2月9日   | NEWS LIVE TOUR 2020 STORY                                                                       | 通常盤DVD           | 2DVD     | JEBN-0315〜317  | 1位  |
| 15 | 3人  | 2022年2月9日   | NEWS LIVE TOUR 2020 STORY                                                                       | 初回盤Blu-ray       | 2Blu-ray | JEXN-0148〜150  | 1位  |
| 15 | 3人  | 2022年2月9日   | NEWS LIVE TOUR 2020 STORY                                                                       | 通常盤Blu-ray       | 2Blu-ray | JEXN-0151〜153  | 1位  |
| 16 | 3人  | 2023年5月17日  | NEWS LIVE TOUR 2022 音楽                                                                        | 初回盤DVD           | 2DVD     | JEBN-0329/30    | 1位  |
| 16 | 3人  | 2023年5月17日  | NEWS LIVE TOUR 2022 音楽                                                                        | 通常盤DVD           | 2DVD     | JEBN-0331/2     | 1位  |
| 16 | 3人  | 2023年5月17日  | NEWS LIVE TOUR 2022 音楽                                                                        | 初回盤Blu-ray       | 2Blu-ray | JEXN-0165/6     | 1位  |
| 16 | 3人  | 2023年5月17日  | NEWS LIVE TOUR 2022 音楽                                                                        | 通常盤Blu-ray       | 2Blu-ray | JEXN-0167/8     | 1位  |
| 17 | 3人  | 2024年5月29日  | NEWS 20th Anniversary LIVE 2023 NEWS EXPO                                                       | 初回盤DVD           | 2DVD     | LCBN-0353〜0354 | 1位  |
| 17 | 3人  | 2024年5月29日  | NEWS 20th Anniversary LIVE 2023 NEWS EXPO                                                       | 通常盤DVD           | 2DVD     | LCBN-0355〜0356 | 1位  |
| 17 | 3人  | 2024年5月29日  | NEWS 20th Anniversary LIVE 2023 NEWS EXPO                                                       | 初回盤Blu-ray       | 2Blu-ray | LCXN-0189〜0190 | 1位  |
| 17 | 3人  | 2024年5月29日  | NEWS 20th Anniversary LIVE 2023 NEWS EXPO                                                       | 通常盤Blu-ray       | 2Blu-ray | LCXN-0191〜0192 | 1位  |
| 18 | 3人  | 2024年9月11日  | NEWS 20th Anniversary LIVE 2023 in TOKYO DOME BEST HIT PARADE!!! 〜シングル全部やっちゃいます〜 | 初回盤DVD           | 3DVD     | LCBN-0361〜0363 | 1位  |
| 18 | 3人  | 2024年9月11日  | NEWS 20th Anniversary LIVE 2023 in TOKYO DOME BEST HIT PARADE!!! 〜シングル全部やっちゃいます〜 | 通常盤DVD           | 2DVD     | LCBN-0364〜0365 | 1位  |
| 18 | 3人  | 2024年9月11日  | NEWS 20th Anniversary LIVE 2023 in TOKYO DOME BEST HIT PARADE!!! 〜シングル全部やっちゃいます〜 | 初回盤Blu-ray       | 3Blu-ray | LCXN-0197〜0199 | 1位  |
| 18 | 3人  | 2024年9月11日  | NEWS 20th Anniversary LIVE 2023 in TOKYO DOME BEST HIT PARADE!!! 〜シングル全部やっちゃいます〜 | 通常盤Blu-ray       | 2Blu-ray | LCXN-0200〜0201 | 1位  |

### オリジナル曲
JASRAC公式サイトの「作品データベース検索サービス」で、アーティスト名に「NEWS」を含む楽曲の検索結果をもとに記述。CD未収録の楽曲を記載。
| タイトル       | 作詞               | 作曲           | JASRAC 作品コード | 収録作品                                                           |
| -------------- | ------------------ | -------------- | ----------------- | ------------------------------------------------------------------ |
| Pain           | T.Y                | 上野浩司       | 114-8870-1        | DVD/VHS『NEWSニッポン0304』                                        |
| キラ☆ROCK      | SPIN               | ZERO-ROCK      | 130-6717-6        |                                                                    |
| HEAVEN         | 飯田建彦           | 飯田建彦       | 126-6175-9        |                                                                    |
| 明日へ         | 山下智久           | 山下智久       | 130-6721-4        |                                                                    |
| JUST DO IT     | 加藤成亮           | 加藤成亮       | 130-6720-6        |                                                                    |
| OVER           | 手越祐也、加藤成亮 | 加藤成亮       | 122-6132-7        |                                                                    |
| LOVE IN YOU    | 日比野裕史         | 日比野裕史     | 124-6162-8        |                                                                    |
| LOVE EMOTION   | 近藤ナツコ         | 飯田建彦       | 130-6719-2        |                                                                    |
| EVERYBODY!     | 酒井ミキオ         | 鈴木Daichi秀行 | 122-6013-4        |                                                                    |
| DANCIN’☆ TO ME | 821R               | 迫茂樹         | 124-6158-0        | DVD/Blu-ray『NEWS DOME TOUR 2018-2019 EPCOTIA -ENCORE-』小山ソロ曲 |
| SURVIVAL       | 0364               | A.I.           | 124-9597-2        |                                                                    |

## タイアップ
| 曲名                   | タイアップ |
| ---------------------- | --- |
| NEWSニッポン           | フジテレビ系『バレーボールワールドカップ2003』イメージソング                                                       |
| 希望〜Yell〜           | フジテレビ・TBS系『バレーボール世界最終予選』イメージソング                                                        |
| Stand Up               | フジテレビ系『第35回春の高校バレー』イメージソング フジテレビ系『バレーボールワールドカップ2003』タイムアウト中BGM |
| 紅く燃ゆる太陽         | フジテレビ系『女子バレーボール ワールドグランプリ 2004』イメージソング                                             |
| きらめきの彼方へ       | フジテレビ系『第36回春の高校バレー』イメージソング CM：ニベア花王「8×4パウダースプレー」                           |
| チェリッシュ           | CM：TBC「Good News」                                                                                               |
| TEPPEN                 | フジテレビ系『女子バレーボール ワールドグランプリ2005』イメージソング                                              |
| 夢の数だけ愛が生まれる | フジテレビ系『女子バレーボール ワールドグランプリ2005』エンディングテーマ                                          |
| サヤエンドウ           | アニメ映画『ONE PIECE THE MOVIE カラクリ城のメカ巨兵』主題歌                                                       |
| 星をめざして           | アニメ映画『ハッピーフィート 日本語吹替版』主題歌 文化放送『レコメン!』2007年2月度エンディングテーマ               |
| Change the World       | CM：進研ゼミ「小学講座」「中学講座」「高校講座」                                                                   |
| weeeek                 | CM：クリムゾン「RUSS-K」 文化放送『レコメン!』2007年11月度エンディングテーマ                                       |
| 真冬のナガレボシ       | 日本テレビ：日テレ冬イベント『ホワイトロード』テーマソング                                                         |
| 太陽のナミダ           | 映画『映画 クロサギ』主題歌                                                                                        |
| 裸足のシンデレラボーイ | フジテレビ系ドラマ『一瞬の風になれ』主題歌                                                                         |
| SUMMER TIME            | CM：クリムゾン「RUSS-K」                                                                                           |
| Happy Birthday         | CM：コーセー「HAPPY BATH DAY Precious Rose」                                                                       |
| 恋のABO                | CM：クリムゾン「RUSS-K」                                                                                           |
| OPEN YOUR EYES         | テレビ朝日系『裸の少年』エンディングテーマ                                                                         |
| BE FUNKY!              | テレビ東京系ドラマ『トラブルマン』主題歌                                                                           |
| Fighting Man           | CM：dwango.jp |
| WORLD QUEST            | 『FIFAクラブワールドカップジャパン 2012』オフィシャルソング                                                        |
| ポコポンペコーリャ     | TBS系ドラマ『花のズボラ飯』主題歌                                                                                  |
| 渚のお姉サマー         | CM：ワコール「さら肌ブラ」                                                                                         |
| ONE -for the win-      | 日本テレビ系『FIFAワールドカップ ブラジル2014』テーマソング                                                        |
| SEVEN COLORS           | 日本テレビ系『TOYOTAプレゼンツ FIFAクラブワールドカップ モロッコ』テーマソング                                     |
| NYARO                  | CM：ワコール「後ろキレイブラ」                                                                                     |
| シリウス               | CM：ワコール「Missスレンダ」                                                                                       |
| 四銃士                 | 日本テレビ系アニメ『金田一少年の事件簿R』オープニングテーマ                                                        |
| ANTHEM                 | 日本テレビ系『TOYOTAプレゼンツ FIFAクラブワールドカップ 2015』テーマソング                                         |
| ヒカリノシズク         | フジテレビ系ドラマ『傘をもたない蟻たちは』主題歌                                                                   |
| Touch                  | CM：ニッセン |
| 恋を知らない君へ       | 日本テレビ系ドラマ『時をかける少女』エンディングテーマ                                                             |
| EMMA                   | フジテレビ系ドラマ『嫌われる勇気』オープニングテーマ                                                               |
| KINGDOM                | 日本テレビ系『TOYOTAプレゼンツ FIFAクラブワールドカップ 2017』テーマソング                                         |
| LPS                    | フジテレビ系『NEWSICAL』スペシャルソング                                                                           |
| BLUE                   | 日本テレビ系『FIFAワールドカップ ロシア2018』テーマソング                                                          |
| 「生きろ」             | 日本テレビ系ドラマ『ゼロ 一獲千金ゲーム』主題歌                                                                    |
| SPIRIT                 | 日本テレビ系『TOYOTAプレゼンツ FIFAクラブワールドカップ 2018』テーマソング                                         |
| トップガン             | テレビ東京系ドラマ『よつば銀行 原島浩美がモノ申す!〜この女に賭けろ〜』オープニングテーマ                           |
| Love Story             | CM：GREE『NEWSに恋して』                                                                                           |
| SUPERSTAR              | 日本テレビ系『TOYOTAプレゼンツ FIFAクラブワールドカップ 2019』テーマソング                                         |
| ビューティフル         | テレビ東京系ドラマ『レンタルなんもしない人』主題歌                                                                 |
| チンチャうまっか       | 日本テレビ系『ぐるぐるナインティナイン』エンディングテーマ                                                         |
| Endless Summer         | TOKYO MX『2020年夏季 東・西 東京都高等学校野球大会』テーマソング                                                   |
| BURN                   | 日本テレビ系アニメ『半妖の夜叉姫』壱の章第2クールオープニングテーマ                                                |
| 未来へ                 | 日本テレビ系ドラマ『二月の勝者-絶対合格の教室-』テーマソング                                                       |
| ReBorn                 | 日本テレビ系アニメ『半妖の夜叉姫』弐の章オープニングテーマ                                                         |
| LOSER                  | テレビ東京系ドラマ『吉祥寺ルーザーズ』オープニングテーマ                                                           |
| Tick-Tock              | テレビ東京系アニメ『シャドウバースF』第3・4クール主題歌                                                            |
| A Real Man             | JRA競馬G1・有馬記念コラボソング                                                                                    |
| ハレルヤ               | 東洋紡企業広告キャンペーン『加藤シゲアキ×TOYOBO』・CMソング                                                        |
| メモリーズ             | 日本RV協会主催・ジャパンキャンピングカーショー2023公式タイアップソング                                             |
| ギフテッド             | 東海テレビ×WOWOW共同製作ドラマ『ギフテッド』主題歌                                                                 |
| JANGARA                | 東京ジョイポリス「NEWS STRIPE WORLD in JOYPOLIS」タイアップソング                                                  |
| あっちむいてほい       | 日本テレビ系ドラマ『高杉さん家のおべんとう』主題歌                                                                 |
| JOYER                  | 東京ジョイポリス「NEWS TOYBOX in JOYPOLIS」タイアップソング                                                        |

## 出演
単独出演は各メンバー、テゴマスの作品については個別記事を参照。

### テレビ番組
- Ya-Ya-yah（ - 2007年10月27日、テレビ東京系） - 小山・増田・加藤・手越・草野
- ワールドカップバレーボール2003 NEWSベストテン（2003年10月20日 - 11月1日、フジテレビ系）[23][72]
- NEWS柳本JAPAN（2005年6月23日までの4日間、フジテレビ系）
- 24時間テレビ（日本テレビ系）
  - 24時間テレビ32（2009年8月28日 - 29日、メインパーソナリティ） - 小山・加藤・増田・手越・山下・錦戸
  - 24時間テレビ39（2016年8月27日 - 28日、メインパーソナリティ） - 小山・加藤・増田・手越 [73]
- 走魂（2009年11月12日 - 2010年3月25日、日本テレビ（関東ローカル）） - 小山・増田・加藤・手越
- 未来シアター（2012年4月6日 - 2015年3月27日、日本テレビ） - 加藤・小山
- NEWS4人の強制家宅捜索バラエティ「4×9」（2014年10月06日、日本テレビ系）
- 4vsX（2015年4月13日、日本テレビ系）
- あっどうも はじめまして旅（2015年6月8日、6月15日、日本テレビ系）
- NEWSな2人（2015年7月3日、10月2日、TBS系） - 加藤・小山
  - NEWSな2人（2016年4月22日 - 2021年3月27日 、TBS系） - 加藤・小山
  - NEWSの全力!!メイキング（2021年4月30日 - 2024年3月29日、TBS系） - 加藤・小山[74]
- 変ラボ（2015年7月20日、27日、2016年1月11日、日本テレビ系） - 7/20・27は加藤・小山のみ
  - 変ラボ（2016年4月8日 - 2016年9月30日、日本テレビ系、関東ローカル）[75]
- ザ少年倶楽部プレミアム（2016年4月 - 2019年3月、NHKBSプレミアム）- MC[76]
- NEWSのNEWSにならないNEWS ニューニューニュー（2017年2月19日、日本テレビ）[77]
- おたすけJAPAN（2017年6月14日、2018年3月21日、2019年3月21日、フジテレビ系） - 小山・増田
- 奥様は神様（2017年10月31日、日本テレビ系）[78]
- NEWSICAL（2017年12月25日、フジテレビ系）[79]
- NEWカップルS（2018年4月6日 - 4月27日、日本テレビ系）[80]
- 一曲NEW魂!!!!（2018年12月20日、フジテレビ系）[81]

### CM
- クリムゾン RUSS-K（2007年 - 2010年8月[要出典]）[26][82]
- ローソン元気になろーソンキャンペーン（2008年 - 2010年3月）
- コーセー HAPPY BATH DAY（2008年8月 - ）[83]
- ドワンゴ dwango.jp（2010年11月 - ）
- ワコール（Wing）
  - Kirei「さら肌ブラ」（2013年5月23日 - ）
  - 「後ろ姿キレイブラ」（2014年8月 - ）
  - 「Missスレンダ」（2015年7月 - ）
- ニッセン
  - 「日本製裏起毛パーカ」（2016年1月 - ）[84]
  - 「なめらか肌触りVネックロングニットカーディガン」（2016年4月 - ）[85]
- 有馬記念（2022年12月）[65][86]

### ラジオ
- NEWSのParty Time（ - 2005年3月21日、文化放送）
- KちゃんNEWS（2005年4月4日 - 2024年3月26日[87]、文化放送） - 小山+メンバーから1人（増田・加藤）
- NEWSのオールナイトニッポン（2005年4月25日・2007年11月14日・2021年2月21日[88]、ニッポン放送）

### 舞台
- SUMMARY of Johnnys World（2004年8月8日 - 29日、原宿新ビッグトップ）[89]
- Johnnys Theater "SUMMARY 2005"（2005年7月26日 - 28日・8月30日 - 9月4日、品川ステラボール）[90]

### コンサート・フェス
- 相信台湾（2003年10月10日、台北市） - 特別出演[91]
- テレビ朝日ドリームフェスティバル2018（2018年9月16日、幕張メッセ）[92][93]
- Johnny's Festival 〜Thank you 2021 Hello 2022〜 (2021年12月30日、東京ドーム)[94]
- TOKYO METROPOLITAN ROCK FESTIVAL 2023（2023年5月21日、江東区立若洲公園）[43][95]
- テレビ朝日ドリームフェスティバル2023（2023年11月4日、幕張メッセ国際展示場1〜4ホール）[96]
- METROPOLITAN ROCK FESTIVAL 2024（2024年5月11日、海とのふれあい広場）[97][98]
- WE ARE! Let's get the party STARTO!!（2024年5月29日・30日、京セラドーム大阪）[99]
- LuckyFes'24（2024年7月13日、国営ひたち海浜公園）[100]
- イナズマロックフェス 2024（2024年9月22日、滋賀県草津市 烏丸半島芝生広場〈雷神ステージ〉）[101][102]
- 氣志團万博2024 〜シン・キシダンバンパク〜 supported by ALL FREE（2024年11月10日、幕張メッセ国際展示場）[103][104]
- LuckyFes'25（2025年8月11日予定、国営ひたち海浜公園）[105]

### イベント
- ジャニーズ 体育の日ファン感謝祭 （2003年10月12日）
- NEWS大集会（2003年11月9日 - 12月14日、4都市）
- NEWSプライベートパーティー（2004年9月19日・23日、2都市）
- 集まれ!!!!チャンカパーナ（2012年8月20日 - 8月27日、2都市）
- NEWS大集会2020（オンラインファンミーティング）（2020年7月26日、Johnny's net online）[106]
- NEWSpace（2023年9月8日 - 10月9日、ラフォーレミュージアム原宿）[107]
- NEWS大集会2023〜20th Birthday Party（オンラインファンミーティング）（2023年9月14日、Johnny's net online）[108]

### ゲーム
- NEWSに恋して（2018年3月27日 - 2020年3月26日、GREE）[109] - 恋愛シミュレーションゲーム （iOS, Android）

## 連載

### Johnny's Web
- NEWS（活動休止に伴い終了）
- NEWSmile（2007年1月29日 - 2011年9月30日）
- NEWSRING（2012年1月11日 - ）

### 雑誌
- NEWSTime（『SEVENTEEN』)
- NEWStyle（『SEVENTEEN』、活動休止に伴い終了）
- ニュース no ラジオ（『Wink up』、2005年6月号[161] - 終了）
- NEWSnoNEWS（ニュースのニュース）（『SEVENTEEN』、2007年3/1号 - 2010年12/1号）
- NEWSPICE（『POTATO』、2010年2月号 - 終了)
- NEWSletter （ニュース便り）（『Wink up』、2010年3月号 - 終了）
- NEWS☆コミュ（『Myojo』、2011年5月号 - 2013年12月号 ）
- オトナのNEWS（『レタスクラブ』、2013年11/25号 - ）
- Fantastic 4 rooms（『Myojo』、2014年1月号 - 終了）
- NEWSな美意識（『美的』、2016年1月号 - ）[162]